# 1602 en philosophie
Chronologie de la philosophie
- 1598
- 1599
- 1600
- 1601
- 1602
- 1603
- 1604
- 1605
- 1606

L’année 1602 a été marquée, en philosophie, par les événements suivants :

## Publications
- Bartholomaeus Keckermann :  Systema S. S. Theologiæ, Tribvs Libris adornatum. Methodum ac Dispositione[m] operis Tabvla præfixa adumbrat. Cum indice rerum & verborum locupletissimo. Hanoviæ: Apud Guilielmum Antonium 1602

## Naissances
- Autour du 5 février à Anvers : Franciscus van den Enden, latinisé en Affinius, exécuté par pendaison à Paris le 27 novembre 1674, est un philosophe originaire des Pays-Bas espagnols.

## Décès
- Li Zhi (李贄), aussi appelé Zhuowu (卓吾), (1527-1602), est un philosophe, écrivain et historien chinois influent à la fin des Ming, principal représentant de l'école de Taizhou.